# Koyama Fujio
Koyama Fujio (japanisch 小山 富士夫; geb. 24. März 1900, in der Präfektur Okayama; gest. 7. Oktober 1975) war ein japanischer Kenner fernöstlicher Keramik und selbst Töpfer in der Shōwa-Zeit.

## Leben und Werk
Koyama besuchte die Handelshochschule Tokio, die Vorläufereinrichtung der Hitotsubashi-Universität, aber verließ sie ohne Abschluss. Zwei Jahre später schloss er sich dem Atelier des Töpfers Mashimizu Zōroku (真清水 蔵六; 1861–1936) an und begann, eigenen Stücke herzustellen. 1932 wechselte er aber, angeregt durch Okuda Seiichi (奥田 誠一; 1883–1955), zur „Forschungseinrichtung für fernöstliche Keramik“ (東洋陶磁研究所, Tōyō tōji kenkyūjo) und beteiligte sich an der Herausgabe der Zeitschrift für Keramik „Tōji“, die vormoderner Keramik gewidmet war. – Im April 1941 entdeckte Koyama bei einer Untersuchung zu alten chinesischen Brennöfen den Ort, wo die Ding-Yao-Brennöfen gestanden hatten, die berühmten Brennöfen aus der Song-Zeit.
1947 wurde Koyama Teilzeit-Angestellter des Nationalmuseums Tokio. Drei Jahre später übernahm er eine Position in der „Kommission zu Bewahrung von Kulturgütern“ (文化財保護委員会, Bunkazai hogo iinkai), wobei er sich auf Keramik konzentrierte. Dann wurde er Mitarbeiter in der neu eingerichteten Abteilung für „Immaterielle Kulturgüter“ (重要無形文化財, Jūyō mukei bunkazai), die u. a. den Ehrentitel „Lebender Nationalschatz“ verleiht, verließ die Abteilung aber 1961. Zwei Jahre später wurde Koyama Direktor des Idemitsu-Kunstmuseums und arbeitete an dessen Ausstellungskonzept. Im selben Jahr 1963 baute er sich einen Brennofen in Kamakura. Schließlich ging er 1972 in die Töpferstadt Toki in der Präfektur Gifu und baute sich dort seinen Hananoki-Brennofen (花の木窯). Dort arbeitete er bis zu seinem Tode 1975.
Koyama war auch ein fruchtbarer Schreiber. Sein erstes Buch behandelte die Geschichte der chinesischen Seladon-Keramik unter dem Titel Shina seiji shikō (志那青磁思考), das 1943 im Verlag Tōkyō Bunchūdō erschien. Eine Sammlung seiner Schriften wurde posthum unter dem Titel Koyama Fujio shū (小山富士夫集) in drei Bänden vom Verlag Asahi Shimbun-sha publiziert. Koyama wurde vielfach übersetzt, seine Bücher sind auch in den wichtigen europäischen Sprachen erschienen.

## Publikationen in westlichen Sprachen
- Koyama Fujio und Dietrich Seckel: Keramik des Orients: China – Japan – Korea – Südostasien – Naher Osten. Würzburg 1959.
- Koyama Fujio: Two Thousand Years of Oriental Ceramics. Abrams Books, 1961.
- Koyama Fujio: The Heritage of Japanese Ceramics. Weatherhill, 1973, ISBN 0-8348-1513-3. (Übersetzung von „Nihon Tōji no Dentō“ (1967)).